# Асклепий (трактат)
Асклепий (лат. Asclepius) — латинский трактат, приписываемый Гермесу Трисмегисту, ранее ошибочно Апулею. Представляет собой диалог Гермеса Трисмегиста с Асклепием и содержит описание творения мира и иерархии богов. Для магии особое значение имеет фрагмент, где Трисмегист указывает на то, что человек может творить богов из изваяний (идолов), в которые можно заключать души демонов посредством церемоний.
Греческий текст не сохранился, но цитируется Лактанцием, который передаёт название трактата как «Совершенное слово» (лат. Sermo Perfectus). Дошедший до настоящего времени латинский текст был написан до IV в. н. э., поскольку именно он цитируется Августином в трактате «О граде Божьем».
В 1945 г. возле Наг-Хаммади среди гностических манускриптов был найден текст на коптском языке, который в некотором смысле можно считать переводом большой подборки из середины «Асклепия». Этот текст значительно отличается от латинского, но сходен с ним по содержанию и способу расположения.

## Издания
- Гермес Трисмегист и герметическая традиция Запада и Востока. Перев. К. Богуцкого. Киев-М., 1998. ISBN 966-7068-06-4
- Гермес Трисмегист. Высокий герметизм. / пер. с др. греч. и лат. Л. Ю. Лукомский. — СПб.: Петербургское Востоковедение; Азбука, 2001
- Герметическая литература// Русская апокрифическая студия
- Pimander. Mercurij Trismegisti liber de sapientia et potestate dei. Aclepius. Eiusdem Mercurij liber de voluntate diuina. Item Crater Hermetis A Lazarelo Septempedano. Parisiis : Henricus Stephanus, 1505 — Издание Жака Лефевра, в котором были собраны вместе «Поймандр» Фичино и «Асклепий».
- Асклепий, 21-29 в библиотеке Наг-Хаммади
- Асклепий. Герметический апокалипсис // Конец света. — М., 1998. — С. 303—305
- Мид Дж. Р. С. Трижды Величайший Гермес. — М.: Алетейа, 2000
- Асклепий / пер. О. Ф. Кудрявцев //Чаша Гермеса: Гуманистическая мысль эпохи Возрождения и герметическая традиция. М., 1996
- Апокалипсис Асклепия / Пер. с греч. и лат.: Н. В. Шабуров // Знание за пределами науки: Мистицизм, герметизм, астрология, алхимия, магия в интеллектуальных традициях I—XIV вв. / Сост., общ. ред.: И. Т. Касавин. М., 1996.